# Mandibulata
Mandibulata è un raggruppamento sistematico interno al phylum Arthropoda che racchiude il maggior numero di specie animali sulla Terra e comprende gli attuali subphyla Myriapoda (millepiedi, centopiedi e affini), Crustacea (granchi, gamberetti e altri) e Hexapoda (insetti e affini), questi ultimi due inclusi nel gruppo monofiletico Pancrustacea. I Mandibulata sono attualmente ritenuti il sister-group dei Chelicerata (ragni, scorpioni, acari e altri).
La posizione filogenetica del clade Trilobita è ancora oggetto di dibattito: studi comparativi sostengono la loro stretta parentela con il clade dei Chelicerati andando così a costituire il gruppo monofiletico degli Arachnomorpha, altre evidenze incentrate sull'analisi morfologica delle appendici del capo li collocano all'interno del gruppo Mandibulata, più precisamente nello stem group Mandibulata.
La monofilia dei Mandibulata è ben supportata dalle più recenti analisi su dati morfologici e molecolari. Fra le evidenze di carattere anatomico-fisiologico che accomunano Pancrustacea e Chelicerata vi sono la tagmosi e le appendici del capo, in particolare la chiara presenza di un paio di mandibole, la disposizione dei neuropili della regione mediana del ganglio cerebrale, corrispondenze nel numero e nella tipologia di cellule negli ommatidi e disposizioni simili dei neuroni serotoninergici nel cordone nervoso.
La validità del clade è sostenuta dai risultati consistenti e ben supportati ottenuti da un’analisi filogenomica condotta da Regier et al. su 62 geni nucleari codificanti provenienti da 75 specie di artropodi. Un'ulteriore conferma deriva dall'analisi di un dataset più ampio di sequenze genetiche codificanti (198, provenienti da 30 taxa) e dal confronto fra microRNA presenti e condivisi fra tutti i maggiori gruppi di Mandibolati.
|             | Chelicerata                                                |
|             |                                                            |
| Mandibulata | \| \| Myriapoda \| \| \| \| \| \| Pancrustacea \| \| \| \| |
|             | \| \| Myriapoda \| \| \| \| \| \| Pancrustacea \| \| \| \| |
|             | Myriapoda                                                  |
|             |                                                            |
|             | Pancrustacea                                               |
|             |                                                            |

|  | Myriapoda    |
|  |              |
|  | Pancrustacea |
|  |              |

Nonostante i Mandibolati siano corroborati da solide evidenze, un certo numero di analisi di filogenesi molecolare, ormai screditate da analisi più recenti, collocava i Miriapodi come sister-group dei Chelicerati a costituire un raggruppamento detto Myriochelata o Paradoxopoda. Indizi a favore di questa ipotesi erano stati ottenuti combinando informazioni provenienti da dataset di geni nucleari e mitocondriali, analisi della subunità maggiore e minore dell'rRNA, analisi comparative della sequenza e della funzione dei geni Hox e studi filogenomici. Tuttavia recenti critiche a questi studi dimostrano come la filogenesi dei Miriochelati sia un artefatto filogenetico dovuto al fenomeno del long-branch attraction, una tipica forma di errore sistematico acutizzata dalla poco accurata scelta degli out-group. Il long-branch attraction è una tendenza al raggruppamento di linee evolutive, anche non strettamente imparentate, che hanno accumulato un grande numero di sostituzioni nucleotidiche indipendenti nella loro storia filogenetica (fast-evolving taxa: Pancrustacea e out-group dei Mandibulata sotto l'ipotesi Myriochelata), escludendo così i restanti slow-evolving taxa.
| Myriochelata | \| \| Chelicerata \| \| \| \| \| \| Myriapoda \| \| \| \| |
|              | \| \| Chelicerata \| \| \| \| \| \| Myriapoda \| \| \| \| |
|              | Pancrustacea                                              |
|              |                                                           |
|              | Chelicerata                                               |
|              |                                                           |
|              | Myriapoda                                                 |
|              |                                                           |

|  | Chelicerata |
|  |             |
|  | Myriapoda   |
|  |             |

Alla luce dei recenti risultati ricavati da dataset molecolari, il dibattito su quale sia la più verosimile collocazione sistematica dei Miriapodi propende verso l'ipotesi Mandibulata.